# Wolfgang Rüdiger (Mediziner)
Wolfgang Rüdiger (* 29. Januar 1929 in Leipzig; † 4. März 1997) war ein deutscher Physiologe und Hochschullehrer.

## Leben und Werk
Wolfgang Rüdiger studierte nach dem Schulabschluss Medizin und promovierte 1953 an der Universität Leipzig zum Dr. med. Nach seiner Habilitierung wurde er 1962 Dozent an der Karls-Universität in Prag. Noch im gleichen Jahr folgte er dem Ruf an die Humboldt-Universität zu Berlin. Hier erhielt er den Lehrauftrag für Physiologie und wurde kommissarischer Direktor des Physiologischen Instituts.
Sein Grab befindet sich auf dem Friedhof Alt-Stralau.

## Schriften (Auswahl)
- Die Schallgeschwindigkeit in menschlichem Fettgewebe unter dem Einfluß von Wassergehalt und Temperatur [1953].
- Physiologisches Institut. In: Jahrbuch Humboldt-Universität zu Berlin 1963. Berlin 1964, S. 278–279.
- (Hrsg.): Probleme der Physiologie des Gehirns. Berlin 1965.
- Unser Gehirn als Regelungs- und Informationsinstrument. Berlin 1970.
- Der Gesichtssinn. Leipzig 1982.